# آنا رينولدز
آنا رينولدز (بالإنجليزية: Anna Reynolds)‏ هي كاتِبة بريطانية، ولدت في 1 يونيو 1968.